# Myrmecodia ferox
Myrmecodia ferox är en måreväxtart som beskrevs av Anthony Julian Huxley och Jebb. Myrmecodia ferox ingår i släktet Myrmecodia och familjen måreväxter. Inga underarter finns listade i Catalogue of Life.